# Солёная балка (приток Грушевки)
Солёная ба́лка — балка в Ростовской области России, левый приток Грушевки (бассейн Дона). Река и весь её бассейн полностью расположены на территории города Шахты. По дну балки, через скалистое русло протекает ручей. Балку можно рассматривать как неудобство для городской жизни (нужно строить плотины и мосты для проезда через неё), и как отличное место для отдыха горожан.

## Течение
Берёт начало в садовых участках, к югу от микрорайона Городского, у железной дороги на перегоне Грушевский Антрацит — Власовские копи. Общее направление течения на запад. По склонам — лесопосадки из акации. В нижнем течении расположен крупный став (пруд) Посёлка 20 лет РККА (47°42′46″ с. ш. 40°15′24″ в. д.). На южном берегу пруда расположен песчаный пляж являющийся популярным местом летнего отдыха шахтинцев. На пляже расположены солнцезащитные грибки, автостоянка и кафе, организован прокат лодок. Зимой, при благоприятной морозной погоде, когда став покрывается льдом, пруд используется как каток для катания на коньках и для подлёдного лова рыбы. Впадает в реку Грушевку с левой стороны напротив улицы Северной.